# 21.ª División de Infantería (Alemania)
La 21.ª División de Infantería fue una división de Infantería del Ejército alemán (Wehrmacht) durante la Segunda Guerra Mundial. Combatió en la invasión de Polonia en 1939, la batalla de Francia, la Operación Barbarroja y diversas batallas en el Frente Oriental.

## Creación
Esta división se formó en 1934 a partir del 3.er Regimiento de Infantería prusiano de la 1.ª División del antiguo Reichswehr. Esto iba en contra de las cláusulas del Tratado de Versalles, por lo que su existencia se ocultó hasta octubre de 1935, cuando se la redenominó oficialmente como 21.ª División de Infantería.
Su origen prusiano fue la causa de que se escogiese como emblema de la unidad un caballero teutónico.

## Historial de combate

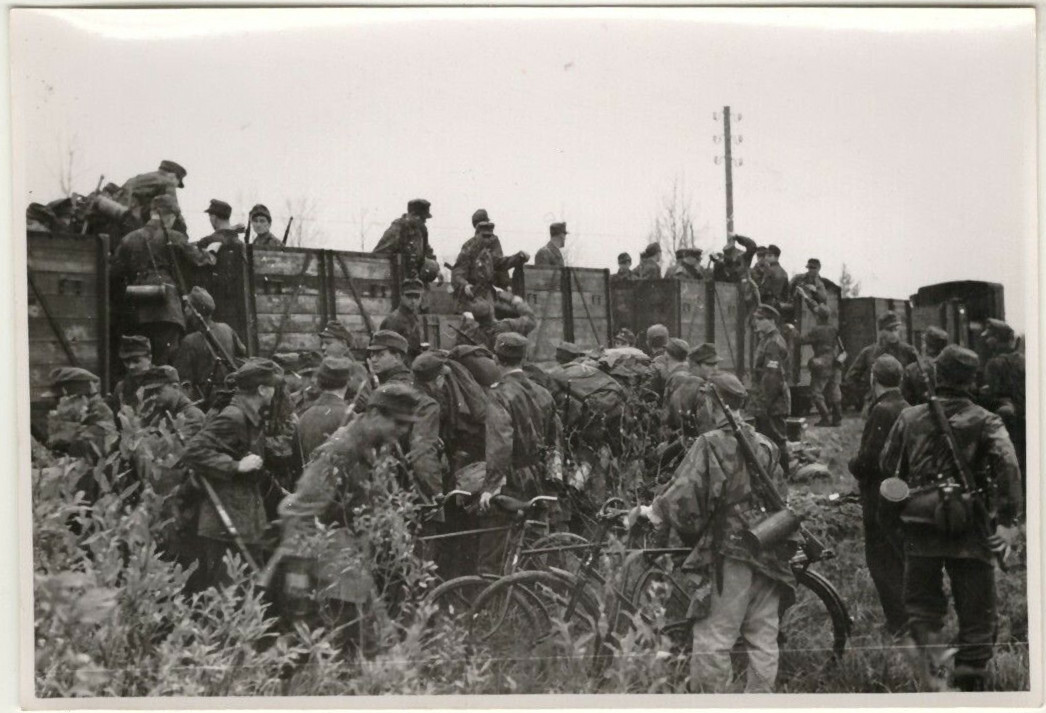
Departamento de explotación de Feldbahn, Ferrocarril de Prusia Oriental, en Wolchow, Opotschiwalowa.

### Ataque a Polonia
En el ataque a Polonia en septiembre de 1939, estuvo encuadrada en el XXI Cuerpo de Ejército del III Ejército, que partiendo de Prusia Oriental participó en combates cerca del río Ossa, Graudenz y el río Narew para acabar dirigiéndose a Bialystok.

### Batalla de Francia
En octubre se dirigió al Eifel, en la frontera con Luxemburgo. En la batalla de Francia figuraba al principio en las reservas del Grupo de Ejércitos A, aunque entró en combate en la zona de Charleville-Mézières. Después prosiguió su avance hasta Chalon-sur-Saône.
Tras la rendición de Francia, la división se trasladó en septiembre de 1940 a Prusia Oriental.

### Frente Oriental
En junio de 1941 atacó a la Unión Soviética encuadrada en el Grupo de Ejércitos Norte, dentro del VIII Ejército. Atravesó Lituania, registrando combates en Jakobstadt, Ostrow y Porchow. Luchó junto con el XXXIX Cuerpo de Ejército en Grusino llegando hasta el río Wolchow, cerca de la costa.
De enero a mayo de 1942 la división tomó posiciones cerca del río Wolchow, ayudando en el asedio de Leningrado y manteniéndose a la defensiva resistiendo los ataques del Ejército Rojo.
A principios de 1943 participó en la Operación Chispa al sur del lago Ladoga, en la que se levantó parcialmente el asedio de Leningrado. Resistió hasta principios de 1944 en las cercanías de Leningrado, pero por el ataque del 14 de enero cayó todo el frente y tuvo que retirarse.
A finales de 1944 fue asignada al III Ejército Panzer para defender el área de Tilsit, pero más tarde se le asignó al IV Ejército para defender Prusia Oriental en la Batalla de Königsberg. Después, la mayor parte de dicho ejército fue cercado y destruido en Heiligenbeil, pero restos de la 21.ª División lograron escapar a través del corredor del Vístula o ser evacuados por vía marítima hasta Schleswig-Holstein.

## Organización

### 1939
- Infanterie-Regiment 3  mit I. - III. Bataillon
- Infanterie-Regiment 24  mit I. - III. Bataillon
- Infanterie-Regiment 45  mit I. - III. Bataillon
- Artillerie-Regiment 21  mit I. - III. Abteilung und I./AR 57
- Feldersatz-Bataillon 21 (Batallón de Reserva)
- Aufklärungs-Abteilung 21 (Batallón de Reconocimiento)
- Panzerabwehr-Abteilung 21 (Batallón Antitanque)
- Pionier-Bataillon 21 (Batallón de Ingenieros)
- Infanterie-Divisions-Nachrichten-Abteilung 21 (Batallón de Comunicaciones)
- Infanterie-Divisions-Nachschubführer 21 (Batallón Logístico)

### 1940
- Infanterie-Regiment 3
- Infanterie-Regiment 24
- Infanterie-Regiment 45
- Radfahr-Schwadron 21 (Batallón Ciclista )
- Artillerie-Regiment 21
- I./Artillerie-Regiment 57
- Beobachtungs-Abteilung 21 (Batallón de Reconocimiento)
- Pionier-Bataillon 21 (Batallón de Ingenieros)
- Panzerabwehr-Abteilung 21 (Batallón Antitanque)
- Nachrichten-Abteilung 21 (Batallón de Comunicaciones)
- Feldersatz-Bataillon 21 (Batallón de Reserva)
- Versorgungseinheiten 21 (Batallón Logístico)

### 1942
- Grenadier-Regiment 3
- Grenadier-Regiment 24
- Grenadier-Regiment 45
- Radfahr-Bataillon 21 (Batallón Ciclista )
- Artillerie-Regiment 21
- I./Artillerie-Regiment 57
- Pionier-Bataillon 21 (Batallón de Ingenieros)
- Panzerjäger-Abteilung 21 (Batallón Antitanque)
- Nachrichten-Abteilung 21 (Batallón de Comunicaciones)
- Versorgungseinheiten 21 (Batallón Logístico)

### 1943
- Grenadier-Regiment 3 mit I. und II. Bataillon
- Grenadier-Regiment 24 mit II und III. Bataillon
- Grenadier-Regiment 45 mit I. und II. Bataillon
- Artillerie-Regiment 21 mit I. - III. Abteilung + I./AR 57
- Feldersatz-Bataillon 21 (Batallón de Reserva)
- Divisions-Füsilier-Bataillon (A.A.) 21
- Panzerjäger-Abteilung 21 (Batallón Antitanque)
- Pionier-Bataillon 21 (Batallón de Ingenieros)
- Infanterie-Divisions-Nachrichten-Abteilung 21 (Batallón de Comunicaciones)
- Kommandeur der Infanterie-Divisions-Nachschubtruppen 21 (Batallón Logístico)

### 1944/45
- Grenadier-Regiment 3
- Grenadier-Regiment 24
- Grenadier-Regiment 45
- Füsilier-Bataillon 21
- Artillerie-Regiment 21
- I./Artillerie-Regiment 57
- Pionier-Bataillon 21 (Batallón de Ingenieros)
- Panzerjäger-Abteilung 21 (Batallón Antitanque)
- Nachrichten-Abteilung 21 (Batallón de Comunicaciones)
- Feldersatz-Bataillon 21 (Batallón de Reserva)
- Versorgungseinheiten 21 (Batallón Logístico)